# Lomnické sedlo

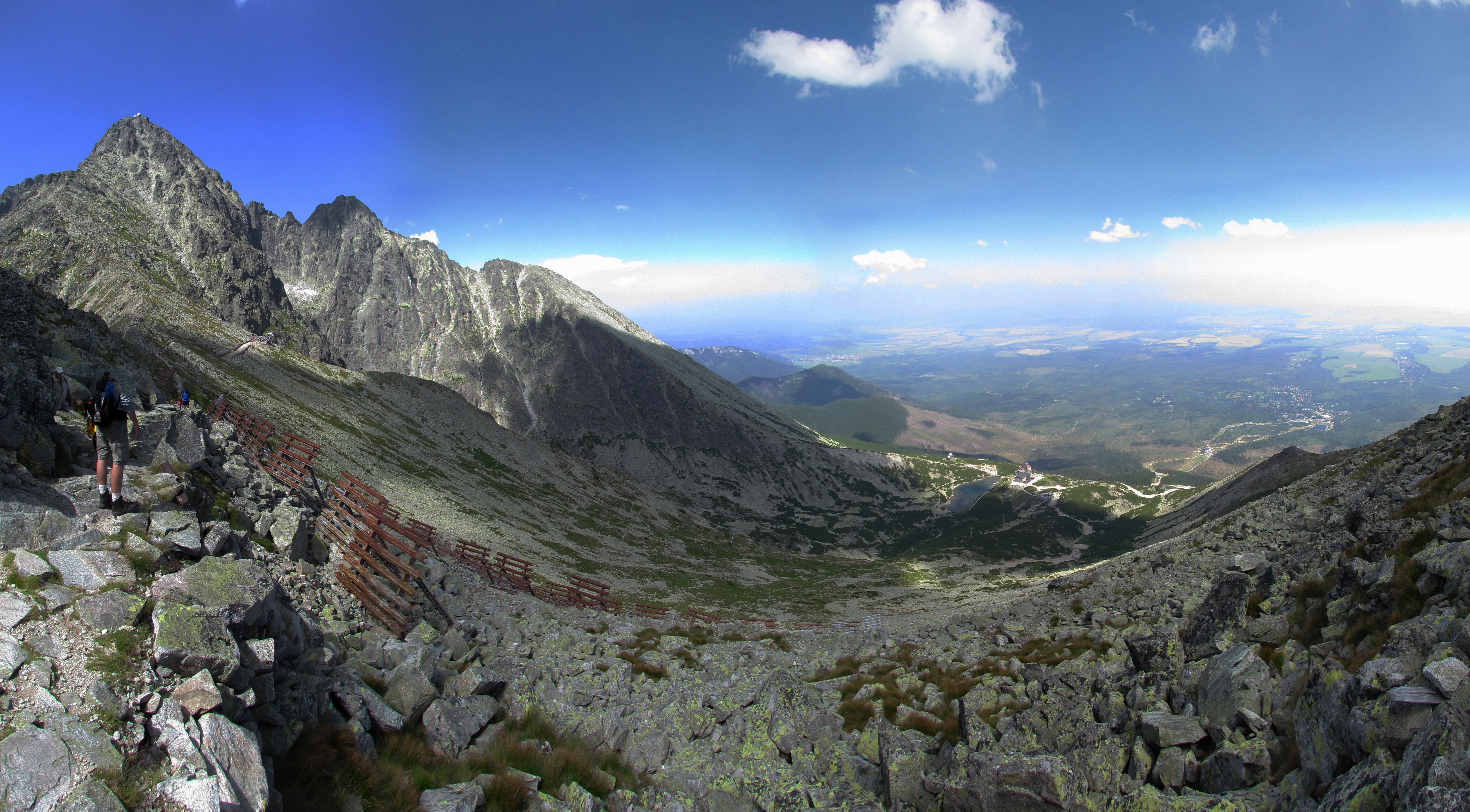
Blick vom Sattel nach Osten

Lomnické sedlo (deutsch Lomnitzer Sattel oder Lomnitzer Kammsattel, ungarisch Lomnici-nyereg, polnisch Łomnicka Przełęcz oder Łomnicke Ramię) ist ein 2190 m n.m. (auch 2189 m n.m.) hoher Sattel (Pass) auf der slowakischen Seite der Hohen Tatra. Der Sattel überquert einen vom Berg Lomnický štít (deutsch Lomnitzer Spitze) verlaufenden Seitengrat zwischen dem Lomnický štít selbst und dem südlich gelegenen Berg Veľká Lomnická veža (deutsch Lomnitzer Turm) im Bergmassiv Lomnický hrebeň (deutsch Lomnitzer Grat) und verbindet die Täler Malá Studená dolina westlich und Skalnatá dolina östlich des Sattels.
Im 19. Jahrhundert wurde auf Deutsch und Ungarisch der Sattel nicht namentlich genannt und lediglich als Teil des Lomnitzer Kamms verstanden. Unterhalb des Sattels stand 1970 im sogenannten Filmársky žľab (wörtlich Filmemacher-Rinne) eine temporäre Hütte für Dreharbeiten für den slowakischen Film Der Kupferturm (Medená veža).
Der breite Sattel ist auf der dem Tal Skalnatá dolina zugewandten Seite ein Wintersportgebiet, mit der höchstgelegenen Skipiste der Slowakei. Ein 1000 m langer Sessellift von Skalnaté pleso heraus wurde 1959 angelegt, kurz darauf wurden Lawinenverbauungen zum Schutz der Skipiste angelegt. 1978 wurde der alte Lift durch einen leistungsstärkeren Sessellift ersetzt und ist bis heute in Betrieb.
Zum Sattel führte früher ein offizieller Wanderweg von Skalnaté pleso heraus, heute ist nur noch die kurze Kammstrecke von der Bergstation des Sessellifts zum Gipfel der Veľká Lomnická veža als grün markierter Wanderweg ausgewiesen.